# Lipované

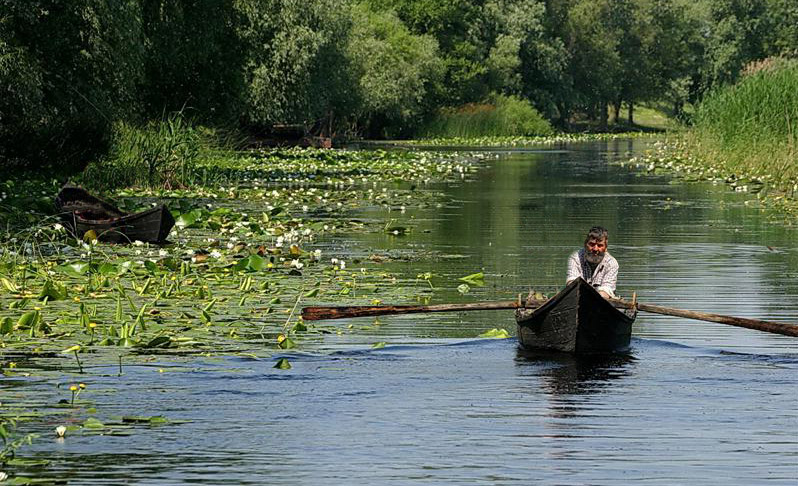
Lipovanský rybář v Dunajské deltě (2004)

Lipované (také Lipoveni nebo Dunaki) jsou národnostní menšina v Rumunsku. Jsou to etničtí Rusové, kteří se v 18. století vystěhovali na protest proti církevním reformám Petra Velikého do liduprázdné delty Dunaje. V současnosti jich žije asi 40 000, živí se převážně rybolovem. Název etnika se odvozuje buď od jejich prvního vůdce, kněze Filippa, nebo od lipových hájů, v nichž se skrývali před pronásledovateli.